# Bernard Morrot
 (mai 2017).
Bernard Henri Morrot, né le 28 octobre 1936 à Paris 12e et mort le 9 octobre 2007 à Blois, est un journaliste français.

## Biographie

### Journaliste
Bernard Morrot débute dans le journalisme à Paris-Presse en 1957, où il travaille avec Gilbert Guilleminault. De 1965 à 1967, il collabore à Paris-Jour en tant que rédacteur puis rédacteur en chef adjoint.
Il intègre ensuite L'Aurore où le fait entrer le rédacteur en chef Gilbert Guilleminault. Il y travaille de 1967 à 1977 et y dirige notamment le service des informations générales. Il quitte ensuite L'Aurore pour devenir, pendant un an, chef d'édition au Matin de Paris, puis devient rédacteur en chef adjoint de VSD en 1978.
De 1980 à 1987, il est le directeur de la rédaction du Quotidien de Paris (Groupe Quotidien), le journal de Philippe Tesson.
Après un bref retour au Matin de Paris, il est chargé par le groupe Hersant du projet de Paris Star, quotidien populaire préparé (mais jamais lancé). Nommé coresponsable de la cellule investigations (1988-1990) du Figaro, il devient rédacteur en chef puis chef du service des informations générales du même quotidien (1990-1992).
De 1992 à 1997, il est directeur de la rédaction de France-Soir, qu'il quitte à la suite d'un désaccord avec la direction. Il rejoint ensuite Marianne, d'abord comme conseiller de la direction en 1998 puis comme coordinateur de la rédaction en 2001. Il y signe notamment des éditoriaux d'une grande virulence contre le Front national. Il retourne ensuite à France Soir où, le soir du 11 septembre 2001, il sort un numéro spécial qui est distribué sur les Champs-Élysées durant la nuit, rappelant l'époque du France Soir de Pierre Lazareff.

### Écrivain
Bernard Morrot est aussi l'auteur de plusieurs ouvrages, dont France, ta presse fout le camp, grandeur et décadence des quotidiens (éditions de l'Archipel, 2000) et Presse, la grande imposture (Flammarion, 2001), un livre polémique où il s'attaque aux défauts des grands journaux. En 2003, il avait préfacé l'édition (posthume) des Réquisitoires du Tribunal des flagrants délires de Pierre Desproges, dont il était un des amis depuis qu'ils avaient travaillé ensemble au quotidien L'Aurore.
Le 9 octobre 2007 à Blois, celui qui fut « durant une vingtaine d'années l'un des plus grands professionnels de la presse française, peu connu du public mais à la fois redouté et respecté des "gens de métier" » meurt des suites d'une longue maladie.